# Malepun
Malepun ist ein osttimoresischer Ort in der Aldeia Harame (Suco Aidabaleten, Verwaltungsamt Atabae, Gemeinde Bobonaro). Er liegt in einer Meereshöhe von 181 m.
Das Dorf Malepun befindet sich im Nordwesten der Aldeia, an der Überlandstraße, die in Biacou von der nördlichen Küstenstraße abzweigt. Südlich schließt sich das Dorf Harame an. In Malepun befindet sich ein Friedhof.